# Cal Cordero (el Bruc)
Cal Cordero és una obra del Bruc (Anoia) protegida com a bé cultural d'interès local.

## Descripció
Edifici de planta quadrada composta de planta baixa i dos pisos comunicats per una escala central. Té un gran pati envoltat de galeries cobertes habilitades com a magatzem. A nivell del primer pis hi ha una gran terrassa descoberta. Tots els murs exteriors estan revestits de planxes de terracota i peces ceràmiques. La coberta és un terrat, com també ho són els de les cobertes e les edificacions laterals, formant entre totes, un pati.

## Història
Va ser construïda per Josep Elías i Bigorra, propietari d'una important bòbila, indústria característica de la vila, el que explica els elements de terracota que va fer servir per a construir la casa.